# Kanton Schirmeck
Kanton Schirmeck (fr. Canton de Schirmeck) byl francouzský kanton v departementu Bas-Rhin v regionu Alsasko. Tvořilo ho 16 obcí. Zrušen byl po reformě kantonů 2014.

## Obce kantonu
- Barembach
- Bellefosse
- Belmont
- Blancherupt
- La Broque
- Fouday
- Grandfontaine
- Natzwiller
- Neuviller-la-Roche
- Rothau
- Russ
- Schirmeck
- Solbach
- Waldersbach
- Wildersbach
- Wisches